# 福岡市立七隈小学校

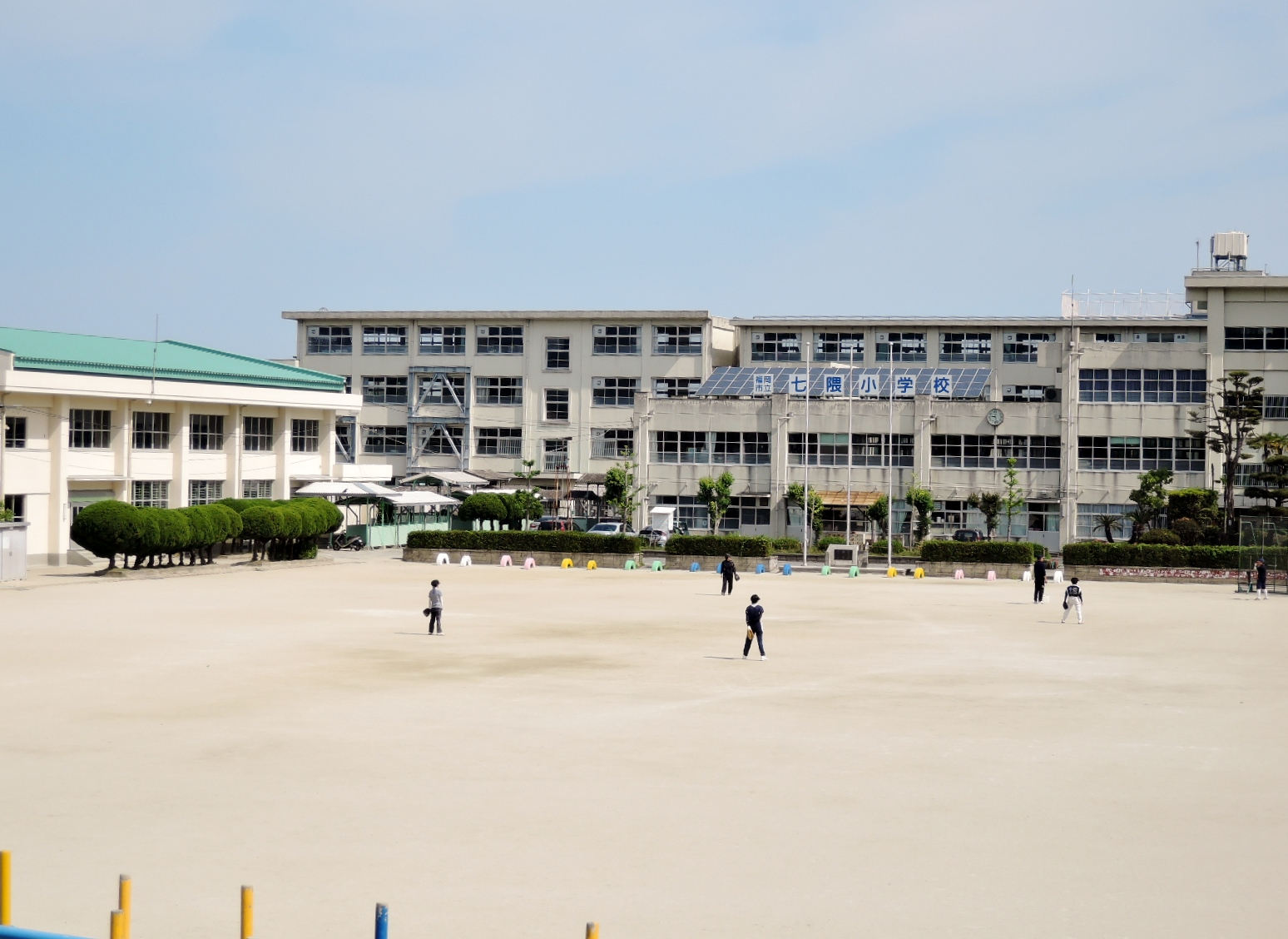
福岡市城南区の福岡市立七隈小学校

福岡市立七隈小学校（ふくおかしりつ ななくましょうがっこう）は、福岡県福岡市城南区七隈4丁目にある公立小学校。

## 歴史
- 1964年（昭和39年） - 福岡市立原小学校、福岡市立田隈小学校から校区を一部分離し福岡市立原小学校七隈分校創立
- 1965年（昭和40年） - 福岡市立七隈小学校として独立
- 1972年（昭和47年） - 福岡市立金山小学校を分離

## 通学区域
- 大字梅林、梅林1丁目 - 5丁目、干隈1丁目 - 2丁目、七隈3‐7丁目。